# Underneath Your Clothes
Underneath Your Clothes è il secondo singolo in inglese della popstar colombiana Shakira, estratto nel 2001 dall'album Laundry Service

## Descrizione
Underneath Your Clothes (Sotto I Tuoi Vestiti) è una spassionata canzone d'amore, annoverata dalla critica tra le più intense dell'intera produzione di Shakira. Costituisce, insieme a Dia de enero, una delle poche canzoni ispirate da un amore presente; è infatti tipico dell'artista colombiana rievocare, nei propri testi, sentimenti ed amori passati, rivolgendo una maggiore attenzione ad elementi propriamente estetici quali la scelta delle parole o la loro disposizione al fine di ricreare effetti particolari.
Il ritornello della canzone è indicativo della commistione di sensualità e dolcezza, percorsa da una marcata vena malinconica, che pervade l'intero testo:
(Shakira)

## Video musicale
Il video musicale è stato uno degli ultimi diretti da Herb Ritts prima della sua morte.

### Successo commerciale
Underneath Your Clothes è stato un successo mondiale nonostante Shakira avesse conquistato fama planetaria (prima del 2001 era celebre solo in Sud America, Spagna e tra gli ispanici degli Stati Uniti) da poco meno di un anno dall'uscita del singolo. Quest'ultimo si è imposto nelle top ten di 15 Paesi, in 9 dei quali ha conquistato il primo posto in classifica.

## Classifiche
| Classifica (2002) | Posizione Massima |
| ----------------- | ----------------- |
| Australia         | 1                 |
| Austria           | 1                 |
| Belgio (Friande)  | 1                 |
| Belgio (Vallonia) | 7                 |
| Canada            | 11                |
| Danimarca         | 4                 |
| Finlandia         | 8                 |
| Francia           | 2                 |
| Grecia            | 2                 |
| Irlanda           | 1                 |
| Italia            | 3                 |
| Nuova Zelanda     | 2                 |
| Norvegia          | 2                 |
| Paesi Bassi       | 1                 |
| Regno Unito       | 3                 |
| Stati Uniti       | 9                 |
| Stati Uniti (pop) | 4                 |
| Svezia            | 3                 |
| Svizzera          | 2                 |
| Ungheria          | 1                 |

### Classifiche di fine anno
| Classifica (2002) | Posizione |
| ----------------- | --------- |
| Australia         | 12        |
| Austria           | 7         |
| Belgio (Friande)  | 75        |
| Belgio (Vallonia) | 18        |
| Francia           | 29        |
| Irlanda           | 13        |
| Nuova Zelanda     | 14        |
| Paesi Bassi       | 15        |
| Regno Unito       | 41        |
| Stati Uniti       | 66        |
| Svizzera          | 4         |

### Classifiche di fine decennio
| Classifica (2001/2010) | Posizione |
| ---------------------- | --------- |
| Germania               | 88        |